# Волосюк Василь Михайлович
Василь Михайлович Волосюк (1 травня 1922, село Вадатурково (Вадул-Туркулуй), тепер Рибницького району, Молдова — ?) — молдавський радянський діяч, міністр юстиції Молдавської РСР. Кандидат у члени ЦК КП Молдавії в 1960—1961 роках. Член ЦК КП Молдавії в 1961—1990 роках. Депутат Верховної Ради Молдавської РСР 6—11-го скликань.

## Біографія
Народився в селянській родині.
У 1938—1941 роках — вчитель Дубоссарської середньої школи.
У 1941 році був командиром відділення Дубоссарського винищувального батальйону РСЧА, учасник німецько-радянської війни.
Був евакуйований в східні райони СРСР, з 1942 до 1944 року працював токарем, комбайнером у Ровенському районі Саратовської області РРФСР.
У 1944—1946 роках — у Радянській армії: рядовий 7-го окремого навчального автомобільного полку в Саратові.
Член ВКП(б) з 1946 року.
У 1946—1951 роках — директор семирічної школи; слухач Кишинівської юридичної школи; народний суддя Братушанського районного народного суду Молдавської РСР.
У 1951 році — 2-й секретар Братушанського районного комітету КП(б) Молдавії.
У 1951—1954 роках — слухач Вищої партійної школи при ЦК КПРС у Москві.
У 1954—1957 роках — відповідальний організатор відділу партійних органів ЦК КП Молдавії.
У 1957—1961 роках — голова виконавчого комітету Дубоссарської районної ради депутатів трудящих Молдавської РСР.
У 1961—1962 роках — 1-й секретар Дубоссарського районного комітету КП Молдавії.
У 1962—1963 роках — секретар партійного комітету Дубоссарського виробничого колгоспно-радгоспного управління.
У 1963—1970 роках — завідувач відділу адміністративних органів ЦК КП Молдавії.
21 жовтня 1970 — 22 травня 1987 року — міністр юстиції Молдавської РСР.
У 1972 році закінчив заочно Кишинівський державний університет імені Леніна.
З травня 1987 року — персональний пенсіонер.

## Звання
- підполковник юстиції

## Нагороди
- два ордени Трудового Червоного Прапора
- медалі
- Заслужений юрист Молдавської РСР